# Huedepohliana superba
Huedepohliana superba är en skalbaggsart som först beskrevs av Aurivillius 1910.  Huedepohliana superba ingår i släktet Huedepohliana och familjen långhorningar. Inga underarter finns listade i Catalogue of Life.